# Matot
Matot, Mattote ou Matos selon la prononciation ashkénaze (מטות — héb pour “tribus,” le cinquième mot et premier distinctif de la parasha) est la 42e section hebdomadaire du cycle annuel de lecture de la Torah et la neuvième du Livre des Nombres.
Elle correspond à Nombres 30:2-32:42. Les Juifs de la Diaspora la lisent généralement en juillet.
Le calendrier juif luni-solaire comprend jusqu'à 54 semaines, le nombre exact variant selon les années, "pleines" ou "défectives". Dans les années avec plus de semaines (par exemple, 2008, 2011, 2014), la parashat Matot est lue indépendamment. Dans les années avec moins de semaines (par exemple, 2007, 2009, 2013), la lecture de la Torah combine cette parasha et la suivante, Massei, afin d'atteindre le nombre de lectures hebdomadaires requis.

## Résumé
Moïse parle aux chefs des tribus et leur fait part de l'ordonnance divine quant au respect d'un vœu.
Les enfants d'Israël partent en guerre contre les Midianites, alliés des Moabites, et conquièrent leurs terres. Constatant que ces terres, situées de l'autre côté du Jourdain, sont fertiles et riches en bétail, les tribus de Reuben, de Gad et de Manassé demandent à en hériter plutôt que de leur part en terre promise. ¨Leur requête est agréée, à condition qu'ils participent à la conquête.

### Divisions de la parasha lors de la lecture complète
La lecture de la parasha à la synagogue le sabbath est traditionnellement divisée en sept sections, pour lesquelles un membre différent de la congrégation est appelé à lire. La première lecture, le rishon, échoit traditionnellement à un cohen, la seconde, appelée sheni, à un levi, les suivantes à un israël (ni cohen ni levi). La septième section comporte une sous-section, le maftir, qui est lu par la personne qui lira ensuite la haftara.
Les sections de la parashat Matot sont:
- rishon:
- sheni:
- shlishi:
- revi'i:
- hamishi:
- shishi:
- shevi'i:
  - maftir:

### Divisions de la parasha lors de la lecture abrégée
Une lecture publique de la parasha fut instaurée par Ezra le Scribe le lundi et le jeudi à la synagogue. Cette lecture, sensiblement plus courte, ne comprend que trois sections, la première réservée au cohen, la seconde au levi, la troisième à un israël
- Section du cohen: Bemidbar[3]
- Section du levi: Bemidbar[3]
- Section de l'israël: Bemidbar[3]

### Maqam
Un maqam est un système de modes musicaux utilisé dans la musique arabe mélodique classique. Les juifs originaires des pays orientaux (Afrique du Nord, Syrie) s'en sont inspirés, et adaptent la mélodie de la liturgie du Shabbat en fonction du contenu de la parasha de cette semaine. Ils emploient 10 maqam différents, possédant chacun son usage propre.
Le maqam utilisé lors du sabbath au cours duquel on lit la parashat Matot est le Maqam Nahawand, symbolisant les nombreux conflits au cours de la traversée du désert. Plus souvent, il s'agit du Maqam Nawah, lorsque cette parasha, combinée avec la parashat Massei, conclut le Livre des Nombres.

## Commandements
La Torah comporte, selon la tradition rabbinique, 613 prescriptions. Différents sages ont tenté d'en établir un relevé dans le texte biblique.

### Selon Maïmonide
Selon l'un de ces computs les plus célèbres, le Sefer Hamitzvot de Moïse Maïmonide, la parashat Matot comporte 1 prescription négative:
- Ne pas transgresser ce qu'on s'est interdit soi-même ( 30,3.)

### Selon le Sefer HaHinoukh
Selon le Sefer HaHinoukh, il y a une prescription positive et une prescription négative dans cette parasha:
- Mesure d'annulation des vœux ( 30,3.)
- Il est interdit de violer sa parole en tout engagement pris, même si ce n'est pas sous forme de serment ( 30,3.)

## Haftara
La haftara est une portion des livres des Neviim ("Les Prophètes") qui est lue publiquement à la synagogue après la lecture de la Torah. Elle présente généralement un lien thématique avec la parasha qui l'a précédée.
La haftara de la parashat Matot est Jérémie 1:1–2:3.
Lorsque la parashat Matot est combinée avec la parashat Massei, on lit la haftara de Massei:
- pour les ashkénazes:  2,4–28 & 3:4.
- pour les sépharades:  2,4–28 & 4:1–2.